# Styringomyia bipunctata
Styringomyia bipunctata är en tvåvingeart som beskrevs av Edwards 1924. Styringomyia bipunctata ingår i släktet Styringomyia och familjen småharkrankar. Inga underarter finns listade i Catalogue of Life.